# نصف‌النهار ۲۵ درجه شرقی

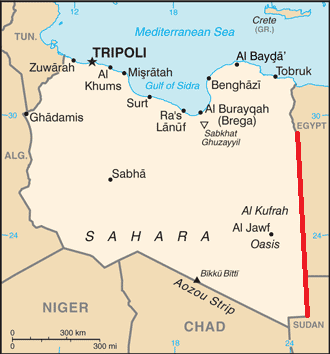
نصف‌النهار ۲۵ درجه شرقی (خط قرمز) مرز میان لیبی و مصر را تعیین می‌کند

نصف‌النهار ۲۵ درجه شرقی ۲۵مین نصف‌النهار شرقی از گرینویچ است که از لحاظ زمانی ۱ساعت و ۴۰دقیقه با گرینویچ اختلاف زمانی دارد.
این نصف‌النهار از قطب شمال شروع و از مناطق زیر گذشته و به قطب جنوب ختم می‌شود.
- قاره اروپا
- قاره آفریقا
- اقیانوس هند